# Heinz Waldmüller (Autor)

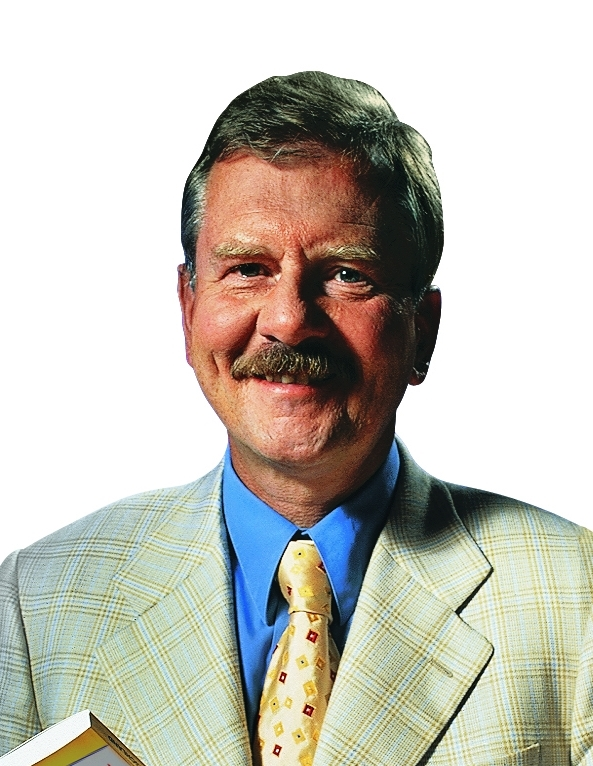
Heinz Waldmüller

Heinz Waldmüller (* 21. November 1944 in Erlangen) ist ein deutscher Journalist, Autor der Buchreihe Schnäppchenführer und Initiator der „Pfundskur“.

## Leben
Waldmüller besuchte die Deutsche Journalistenschule. Es folgten Tätigkeiten beim ZDF und der BILD-Zeitung, sowie als Chef einer ARD-Ratgeberredaktion. Waldmüller war 30 Jahre Redakteur, Reporter und Moderator im Hörfunk des Süddeutschen Rundfunks.
Waldmüller war Initiator der „PfundsKur“ und im Jahr 1985 der „Tour de Ländle“. Er moderierte im Hörfunk-Programm des Süddeutschen Rundfunks Sendungen wie „Für Sie notiert“ oder den „Radiomarkt“. Seine Schnäppchenführer waren auf der Bestsellerliste Sachbuch (Quelle Buchreport) 450 Wochen (knapp 9 Jahre) unter den erfolgreichsten 50 Titeln zu finden.
Die Presse urteilt: „Die Schnäppchenführer sind die bekanntesten Einkaufsratgeber im deutschen Sprachraum. Gesamtauflage: über zwei Millionen“ schreibt das Magazin stern und das Börsenblatt des deutschen Buchhandels lobt: „So etwas wie die Bibel unter den Ratgebern ist der Schnäppchenführer.“
Mit seinen Schnäppchenführern ging Waldmüller auch in die Deutsche Rechtsgeschichte ein. In seiner als „Schnäppchen-Boykott-Urteil“ bekannten Entscheidung bestätigte der Kartellsenat des Berliner Kammergerichts höchstrichterlich die Untersagung des Bundeskartellamtes in Sachen Boykottaufruf des Hauptverbandes des Deutschen Einzelhandels (HDE). Der HDE hatte damals Verlag und Pressegrossisten dazu aufgefordert, die Belieferung des Buch- und Zeitschriftenhandels mit Schnäppchenführern zu unterlassen und den deutschen Einzelhandel aufgefordert, von Herstellern mit Fabrikverkauf keine Ware mehr zu ordern.

## Schriften
- Schnäppchenführer Deutschland 2011/2012: Die besten Marken. Schnäppchenführer, Filderstadt 2010, ISBN 978-3-936161-67-0.
- mit Jochen Heuer: PfundsKur. Vergessen Sie alle Diäten! Essen Sie sich schlank! Verlag Süddeutscher Rundfunk 2000.

## Auszeichnungen
- 1991 Journalistenpreis der Deutschen Gesellschaft für Ernährung[4]